# Quo usque tandem abutere, Catilina, patientia nostra?

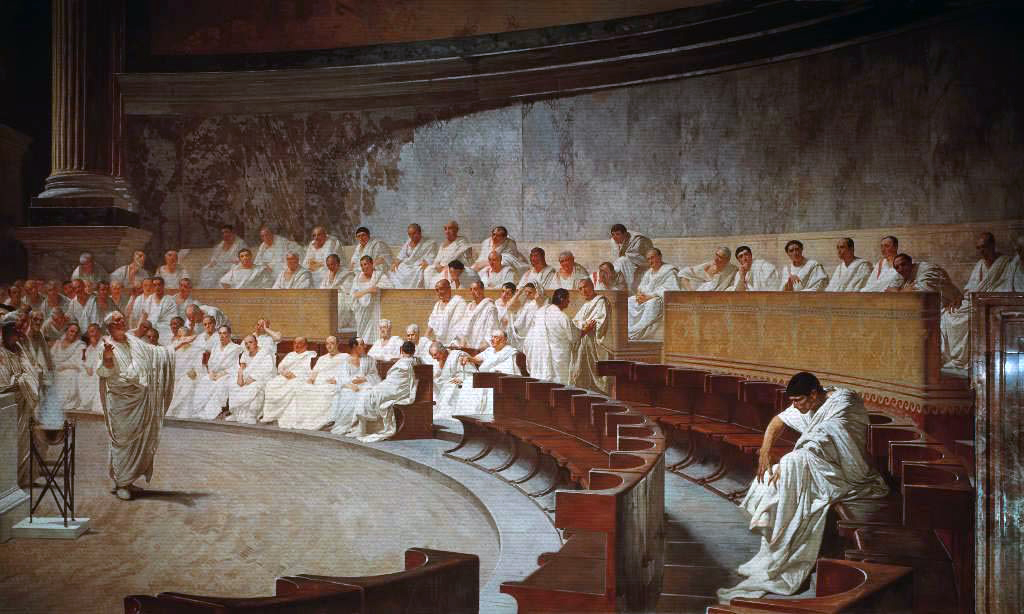
Cicero klagt Catilina an (Fresko von Cesare Maccari, 19. Jh.)

Die lateinische Redewendung Quo usque tandem abutere, Catilina, patientia nostra? bedeutet übersetzt „Wie lange noch, Catilina, wirst du unsere Geduld missbrauchen?“ (Cicero, Catilinaria 1).
Diese Worte bilden das berühmte Incipit (den Beginn) der ersten der vier Reden gegen Catilina, die von Cicero im Römischen Senat am 8. November 63 v. Chr. gehalten wurde, um die zweite Catilinarische Verschwörung, einen Umsturzversuch Catilinas und seiner Anhänger gegen die Römische Republik, aufzudecken und zu bestrafen.
Die Phrase Quo usque tandem „Wie lange noch?“ wird heute noch ab und zu als rhetorische Figur verwendet, um Heuchelei einer angesprochenen Person zu schelten oder – auch in scherzhaftem Ton – zu entlarven; gelegentlich aber auch schlicht in ihrer wörtlichen Bedeutung, ohne auf Heuchelei anzuspielen.
Die Konjugationsform abutere mit der Endung -re für die  2. Person Futur („du wirst missbrauchen“) ist eine dichterische Nebenform. Gewöhnlich wird diese Form mit der Endung -ris gebildet, Cicero verwendet jedoch bei Deponentien gern die Variante mit -re.
Nicht zu verwechseln ist dieses Geflügelte Wort Ciceros mit dem ähnlich klingenden Bibelzitat „Usquequo, domine“ (Wie lange noch, Herr) aus dem 13. Psalm (in der lateinischen Vulgata Ps. 12). Die Wortfolge „Quousque tandem“ kommt in der Bibel nicht vor.